# Рейчел Тейлор (веслувальниця)
Рейчел Тейлор (англ. Rachael Taylor, 6 травня 1976) — австралійська академічна веслувальниця.
Срібна призерка Олімпійських Ігор 2000 року в складі розпашної двійки без стернової.
Срібна призерка Чемпіонату світу 2002 року в складі вісімки, бронзова призерка 1999 року в складі розпашної двійки без стернової.